# Martín Solar
Martín Solar Ruiz, más conocido como Martín Solar, (Santander, 30 de enero del 2000) es un futbolista español que juega de centrocampista en la Asociación Deportiva Mérida de la Primera Federación.

## Carrera deportiva
Solar comenzó su carrera deportiva con el Rayo Cantabria, con el que debutó en un partido de Tercera División el 25 de agosto de 2019, frente al C. D. Siete Villas.
El 26 de octubre de 2019 marcó su primer gol como sénior, en la victoria del filial del Racing por 4-0 frente al U. M. Escobedo.
El 7 de julio de 2020 debutó como profesional, con el Racing de Santander, en un partido de Segunda División frente al C. F. Fuenlabrada, que terminó con derrota por 0-1.
Tras el descenso del Racing a Segunda División B en esa temporada, se convirtió en miembro de pleno derecho de la primera plantilla del Racing.
El 3 de agosto de 2021 abandonó el Racing para jugar en el Recreativo Granada de la Segunda División RFEF.

## Clubes
| Club                         | País   | Año       | Partidos | Goles |
| ---------------------------- | ------ | --------- | -------- | ----- |
| Rayo Cantabria               | España | 2019-2020 | 26       | 6     |
| Racing de Santander          | España | 2020-2021 | 17       | 2     |
| Recreativo Granada           | España | 2021-2023 | 70       | 10    |
| Granada CF                   | España | 2022      | 1        | 0     |
| Cultural y Deportiva Leonesa | España | 2023-2024 | 35       | 6     |
| CD Arenteiro                 | España | 2024-2025 | 37       | 2     |
| AD Mérida                    | España | 2025-     | 0        | 0     |